# Transformation (génétique)
Pour les articles homonymes, voir transformation.
En génétique, une transformation génétique est l'intégration d'un fragment d'ADN étranger dans une cellule, ce qui peut entraîner une modification héréditaire du phénotype de l'organisme receveur. C'est un phénomène naturel et courant chez les bactéries. Pour que la transformation s'effectue, il faut que la bactérie receveuse soit en état de compétence, cet état peut-être naturel ou acquis (induit en laboratoire). Le phénomène a été découvert en 1928 par un médecin anglais, Frederick Griffith. Le caractère transféré est héréditaire, si la cellule receveuse peut reproduire un organisme entier.
La transformation est l'un des trois types de transfert horizontal des gènes. Un tel transfert implique le passage de matériel exogène d'une bactérie à une autre. Les deux autres types de transfert horizontal sont la conjugaison bactérienne (transfert de matériel génétique entre deux cellules en contact direct) et la transduction (injection de matériel génétique par un bactériophage).
À la différence du mécanisme de conjugaison bactérienne, où les deux bactéries restent vivantes, celui de transformation bactérienne s'effectue à partir de matériel génétique issu d'une bactérie morte, que la receveuse capte.
Les transformations génétiques peuvent se produire naturellement, elles causent des recombinaisons génétiques et l'apparition de nouveautés dans le génome. C'est un facteur d'évolution des espèces (voir Théorie synthétique de l'évolution). 
Artificielles, les transformations génétiques réalisées par génie génétique peuvent être des ajouts ou des remplacements de gènes (transgénèses).
La transformation bactérienne est une technique couramment utilisée dans les laboratoires de biologie moléculaire. Cette technique permet d'introduire un gène d'intérêt chez la bactérie. Par exemple, la bactérie Rosetta peut être utilisée afin de produire des protéines tandis que la souche DH5α de E. coli est utilisée pour générer davantage de plasmides. Cette technique n'est cependant pas très efficace, c'est pour cela qu'il faut sélectionner les bactéries qui ont été transformées, en utilisant par exemple un gène de résistance antibiotique.
Une des expériences connues dans l'étude des bactéries est celle de Griffith où le mécanisme de transformation est mis en évidence lors du passage des bactéries de souche (R) non virulentes en bactéries (S) virulentes grâce à la présence de matériel génétique nu de bactéries (S) préalablement tuées.